# Janików (województwo świętokrzyskie)
Janików – wieś (dawniej miasto) w Polsce położona w województwie świętokrzyskim, w powiecie opatowskim, w gminie Ożarów. W przeszłości znany ośrodek kamieniarski. 
| SIMC    | Nazwa  | Rodzaj    |
| ------- | ------ | --------- |
| 0802484 | Błonie | część wsi |

Janików uzyskał lokację miejską w 1559 roku, prawa miejskie do 10 kwietnia 1821. Prywatne miasto szlacheckie położone było w drugiej połowie XVI wieku w powiecie sandomierskim województwa sandomierskiego. 

## Położenie
Janików położony jest we wschodniej części województwa świętokrzyskiego, około 4 km na południowy wschód od Ożarowa. Wieś znajduje się w dolinie rzeki Czyżówki. Przez Janików przebiega droga wojewódzka nr 755 z Zawichostu do Ostrowca Świętokrzyskiego.
Znajdujące się na terenie miejscowości obiekty fizjograficzne noszą nazwy: pola – Gaj, Kąty, Pod Błoniami, Pod Gajem, Podleśna Niwa, Stawisko i Zadole; inne – Skały i Rów. Jedna z części osady nazywana jest Błoniami.
W północnej części miejscowości, nazywanej Skałą, znajdują się duże pokłady wapienia kredowego – popularnie zwanego tutaj piaskowcem janikowskim.

## Historia
Janików założył w 1559 r. Stanisław Janikowski, właściciel sąsiedniej wsi Jankowice. Początkowo osada nosiła nazwę Janino. Nazwa ta jednak nie utrzymała się i już wkrótce po lokacji miasto nazywane było Janikowem. W 1578 r. Janików zapłacił podatek miejski, tzw. szos, od półtora łana roli, dwóch gorzelników i czterech rzemieślników. W Janikowie funkcjonowała szkółka parafialna oraz przykościelny szpital dla ubogich.  W 1629 roku właścicielem miasta w powiecie sandomierskim województwa sandomierskiego był Hermolaus Ligęza. Miasto pozostało własnością rodu Janikowskich do połowy XVII wieku. W 1637 r. właścicielem miasteczka był Arnolf Janikowski. W dokumentach z lat 1662-1663 jako właściciel osady występuje już ród Kondrackich. W pierwszej poł. XVIII w. Janików należał do rodu Sapiehów. Miasto miało w tym czasie około 200 mieszkańców. Zachowała się pieczęć miejska z 1666, przedstawiająca herb z drzewem bądź palmą.
Janików był więc niewielkim ośrodkiem miejskim, choć według lokalnej tradycji w pewnym okresie mógł być zamieszkiwany nawet przez 2 tys. osób. Rozwój miasta utrudniało bliskie sąsiedztwo innych ośrodków: Ożarowa i Zawichostu. Mieszkańcy Janikowa zajmowali się kamieniarstwem. Na początku XVIII w. miasto należało do Józefa Franciszka Sapiehy, podskarbiego nadwornego litewskiego. Zachęcał on rzeźbiarzy do osiedlania się w mieście i pracy w miejscowych kamieniołomach. W Janikowie pracował m.in. Tomasz Hutter – rzeźbiarz późnego baroku.
W 1767 r. uderzenie pioruna wywołało pożar miasta. Spłonęła niemal cała drewniana zabudowa, w tym ratusz, wraz z pisaną dokumentacją miejską. Do lat 80. XVIII w. właścicielem miasta był Jan Szymon Corticelli, szambelan królewski. Po jego bezpotomnej śmierci Janików odziedziczyła siostra Marianna, żona wiceregenta sandomierskiego Tomasza Kosteckiego. W późniejszym okresie majątek przeszedł na własność jej wnuka Grzegorza Trąbki, skarbnikiewicza nowogrodzkiego.
Janików utracił prawa miejskie w 1827 r. Miał wówczas zaledwie 58 domów. Pod koniec XIX w. osada zamieszkiwana była przez 323 osoby. W Janikowie było wówczas 5 domów kamiennych i 34 drewniane.
W czerwcu 1915 r. wojska austriackie spaliły Janików w czasie walk z Rosjanami. Po I wojnie światowej osada zdołała się odbudować. W 1934 r. miały tu miejsce obchody Święta Ludowego. W uroczystościach brało udział około 10 tys. chłopów z okolicznych powiatów. Na wiecu przemawiał m.in. poseł Bolesław Babski oraz działacze ludowi z gminy Ożarów: Czesław Krasowski i Bolesław Praga z Sobótki, Anna Szczepańska z Lasocina i Jan Otręba z Tomin.
Po II wojnie światowej osada stopniowo wyludniła się. W 1960 r. było tu 275 mieszkańców, a w 1998 r. już tylko 195. Wielu mieszkańców przeniosło się do sąsiedniego Ożarowa. Liczba zamieszkanych zagród zmniejszyła się z 70 w latach 80. XX wieku do 45 na początku XXI w.
W latach 1954–1972 wieś należała i była siedzibą władz gromady Janików. W latach 1975–1998 Janików położony był w województwie tarnobrzeskim.
Miejscowość zachowała pozostałości miejskiego układu przestrzennego z reliktem obszernego rynku, obecnie zabudowanego w niewielkim stopniu i użytkowanego w charakterze łąki.

## Ośrodek kamieniarski
Pierwsze ślady obróbki kamienia na tym obszarze pochodzą z okresu neolitu. Na terenie dzisiejszych kamieniołomów wydobywano z miękkiego kamienia twarde buły krzemienia, z których następnie wyrabiano narzędzia.
Eksploatacja i obróbka wapienia w Janikowie rozpoczęła się w XVI w. Według miejscowej legendy początkiem ośrodka kamieniarskiego było osadzenie tu, przez królową Bonę, kilku rzeźbiarzy-kamieniarzy, przywiezionych wraz z dworem z Włoch. Nie wiadomo jak w rzeczywistości zapoczątkowana została tradycja kamieniarska w tej okolicy, jednak część mieszkańców ma włoskie korzenie. Do dziś zachowała się pamięć o włoskich nazwiskach: Roletti (współcześnie Rolecki), Biaz, Della Rosse-Dellarus, Marconi i Monti. Możliwe jednak, że osadnicy włoscy przybyli tu dopiero pod koniec XVIII w., w czasie gdy miasto należało do rodziny Corticellich.
W I poł. XVIII w. Józef Sapieha miał tu kamieniołom i duży warsztat, gdzie wstępnie obrabiano kamień na potrzeby innych pracowni rzeźbiarskich. Wykonywano tu także ciosy i bloczki na potrzeby budownictwa. Bloki kamienne były wywożone drogą lądową, lub transportowano je do Maruszowa – na brzeg Wisły, skąd spławiano je na tratwach i łodziach. W tym okresie pracował w Janikowie rzeźbiarz Tomasz Hutter – twórca m.in. rzeźb na frontonie pałacu w Czyżowie Szlacheckim.
Największy rozwój ośrodka przypadł na II poł. XIX w., gdy po uwłaszczeniu chłopi ziemi sandomierskiej masowo zaczęli zamawiać kamienne nagrobki na rodzinne mogiły oraz fundować wotywne figury przydrożne. Kamieniarstwem zajmowało się tu wówczas kilkadziesiąt osób. Największe warsztaty należały do rodzin: Roleckich, Dąbrowskich, Kwiatkowskich, Wydrzyckich i Wolskich. Po II wojnie światowej było tu już tylko osiem warsztatów. Najbardziej cenione były warsztaty Roleckich i Józefa Dąbrowskiego. Współcześnie w Janikowie czynny jest tylko jeden warsztat, należący do Henryka Dąbrowskiego.

## Zabytki
- Kościół parafialny pw. św. Anny z 1873. Pierwszy kościół w Janikowie powstał w XVI w., prawdopodobnie wkrótce po lokacji miasta. Nie zachowało się wiele informacji na jego temat. Wiadomo, że była to budowla drewniana, a w 1598 r. proboszczem był ks. Jan Konopacki pochodzący z archidiecezji lwowskiej. Kościół ten spłonął wraz z miastem w 1767 r. Odbudowano go, ale tylko w formie kaplicy. Służył on mieszkańcom do II połowy XIX w., kiedy to powstał kościół murowany. Nowa świątynia została uszkodzona w czasie walk austriacko-rosyjskich w 1915 r. W 1924 r. miał miejsce pożar, który zniszczył kościół. Odrestaurowano go w latach 1930-1931. Współczesna świątynia to budowla jednonawowa z zamkniętym półkoliście, bardzo krótkim prezbiterium. Na ołtarzu głównym znajduje się płaskorzeźba wyciosana z miejscowego kamienia. Przedstawia ona Matkę Boską z Dzieciątkiem i św. Annę. Także ołtarze boczne wykonane są z kamienia. Wykonał je rzeźbiarz z Kunowa – Kołakowski. Ich styl nawiązuje do prac ludowych warsztatów kamieniarskich. Obok kościoła znajduje się drewniana dzwonnica z XVIII w. o konstrukcji słupowej, z pochyłymi ścianami i namiotowym dachem.

Wpisany wraz z dzwonnicą i przykościelnym cmentarzem do rejestru zabytków nieruchomych (nr rej.: A.689/1-3 z 6.10.2010).
- Cmentarz parafialny z nagrobkami z XIX i początku XX w. wykonanymi w miejscowych warsztatach kamieniarskich. Najstarsza część cmentarza jest wpisana do rejestru zabytków (nr rej.: A.547 z 16.06.1988)[14].

- Kamieniołomy ze śladami neolitycznej eksploatacji krzemienia oraz nowożytnego urobku skał wapiennych.